# Pobreza extrema
Pobreza extrema (también denominada pobreza absoluta, penuria, miseria, indigencia, pobreza aguda o mishiadura) es el nivel más severo de pobreza, cuando las personas no pueden satisfacer varias de sus necesidades básicas —como alimento, agua potable, techo, sanidad, educación o acceso a la información—. Este estado no depende exclusivamente del ingreso, pues también se consideran la disponibilidad y el acceso a servicios esenciales.
El Banco Mundial utiliza como referencia internacional una línea de pobreza de 3,00 USD por persona y día (precios de 2021 a paridad de poder adquisitivo), vigente desde junio de 2025. La erradicación de la pobreza extrema y del hambre fue el primero de los Objetivos de Desarrollo del Milenio y continúa como el primero de los Objetivos de Desarrollo Sostenible.

## Definición y alcance
Según la declaración de las Naciones Unidas adoptada tras la Cumbre Mundial sobre el Desarrollo Social (Copenhague, 1995), la pobreza absoluta es «una condición caracterizada por la privación severa de las necesidades básicas humanas, tales como alimento, agua potable, facilidades sanitarias, salud, refugio, educación e información. Esta depende no solo del ingreso sino también del acceso a los servicios». En algunos contextos, pobreza absoluta se usa como sinónimo de pobreza extrema, mientras que la pobreza relativa clasifica a individuos u hogares en función de su posición frente al resto de la población de un país.

## Medición y umbrales
Una medida de pobreza absoluta identifica a las personas por debajo de un umbral de pobreza uniforme entre países y periodos (ajustado por PPA), lo que permite comparaciones internacionales. Para que esta medida sea operativa, deben considerarse todos los bienes consumidos y utilizarse paridades de poder adquisitivo y tasas de cambio. La idea subyacente es que la supervivencia requiere recursos mínimos comparables en cualquier lugar del mundo y que someter la medición a estándares comunes facilita evaluar el progreso y las políticas de desarrollo. No obstante, el uso de umbrales globales tiene limitaciones: pueden ser en parte arbitrarios, pues las necesidades de subsistencia varían con el clima, la tecnología disponible y factores culturales (por ejemplo, la calefacción en Alaska, Siberia o Escandinavia frente a climas tropicales). Esta aproximación suele contrastarse con la medición de pobreza relativa.

### Evolución de la línea internacional de pobreza
El Banco Mundial ha ido actualizando la línea internacional de pobreza a medida que se publican nuevas rondas de PPA y precios internacionales:
- 1990 (PPA 1985): 1,00 USD/día.
- 2001 (PPA 1993): 1,08 USD/día.
- 2008 (PPA 2005): 1,25 USD/día.
- 2015 (PPA 2011): 1,90 USD/día.
- 2022 (PPA 2017): 2,15 USD/día.
- 2025 (PPA 2021): 3,00 USD/día.

Además de la línea internacional, el Banco Mundial publica líneas complementarias para comparaciones en países de ingreso medio: 4,20 USD/día (ingreso medio bajo) y 8,30 USD/día (ingreso medio alto) en PPA de 2021.
El Banco Mundial estimó que 1 400 millones de personas vivían bajo la línea internacional en 2008. Para 2025, se estima que la cifra está en torno a 808 millones de personas —aproximadamente el 9,9 % de la población mundial—, según la Plataforma de Pobreza y Desigualdad (PIP) del Banco Mundial y sus proyecciones.

## Evolución histórica y distribución regional

Población total que vive en extrema pobreza, por región del mundo (1987–2013).

Evolución histórica mundial de la población en pobreza extrema desde 1820.

La proporción de personas que viven en pobreza extrema se redujo de aproximadamente 59 % a 19 % durante el siglo XX y se sitúa en mínimos históricos, debido en gran parte al crecimiento de China e India, que concentraban más de la mitad de la población mundial en pobreza extrema. La pobreza extrema es más común en África subsahariana, el Sureste asiático, y países de Latinoamérica y el Caribe.

## Causas y consecuencias
Los economistas subrayan la relación bidireccional entre pobreza extrema y enfermedades epidémicas como sida, malaria y tuberculosis.

### Pobreza y salud mental
Según el Consejo Ejecutivo de la OMS:  

La salud precaria es tanto una causa como una consecuencia de la pobreza. La enfermedad puede reducir las economías familiares, la capacidad de aprendizaje, la productividad y la calidad de la vida, con lo que crea o perpetúa la pobreza. A su vez, los pobres están expuestos a mayores riesgos personales y ambientales y peor nutridos y tienen menos posibilidades de acceso a la información y a la asistencia sanitaria. Por lo tanto, sus riesgos de morbilidad y discapacidad son mayores.

...La otra cara de la moneda, es decir el hecho de que el mejoramiento de la salud puede prevenir la pobreza u ofrecer una vía para salir de ella, ha recibido menos atención. Los datos disponibles muestran que el mejoramiento de la salud genera mayor riqueza, distribuida de forma más equitativa, porque aumenta el capital humano y social y la productividad. Los niños sanos están en mejores condiciones de aprender, mientras que el adulto sano sostén de la familia está en mejores condiciones de trabajar y mantener a su familia. La importancia de estas conclusiones es clara: pasar de un círculo vicioso a uno virtuoso significa concentrar los recursos en mejorar y proteger la salud de los pobres.

La pobreza extrema puede asociarse con trastornos como ansiedad, depresión, esquizofrenia, bipolaridad y trastornos de personalidad, además de comportamientos compulsivos o violentos, baja autoestima, vergüenza y suicidio. También se describen conductas de afrontamiento perjudiciales (como consumo problemático de alcohol y drogas), que contribuyen a un círculo vicioso. En situaciones de carencia extrema de vivienda, algunas personas recurren a espacios improvisados o a cohabitar (en algunos países, vivir «arrimado»). Distintos reportes periodísticos han documentado situaciones de explotación sexual en contextos de pobreza extrema en países como Haití, Cuba (jineteras) y Venezuela.

## Políticas y programas
Existen programas de lucha contra la pobreza, como las transferencias monetarias condicionadas (TMC), que proporcionan dinero en efectivo a hogares pobres a cambio de condiciones de salud y educación (asistencia escolar, controles sanitarios, etc.). Este modelo se aplica en más de 17 países. Además de reducir la pobreza a corto plazo por el aumento inmediato de ingresos, busca incentivar la inversión en capital humano y romper el ciclo de pobreza a largo plazo.  
Se han realizado evaluaciones en distintos países de Latinoamérica: hay evidencia sólida de que los incentivos financieros aumentan el uso de servicios de salud por parte de los pobres; también se observa un impacto positivo en la matriculación escolar, aunque la evidencia sobre logros educativos es menos concluyente. Las TMC pueden además mejorar la oferta educativa en áreas desfavorables.

## Debates y críticas
Algunos análisis discuten interpretaciones históricas sobre la relación entre capitalismo y pobreza extrema. Un estudio de 2023 de Dylan Sullivan y Jason Hickel, basado en salarios reales, estatura y mortalidad desde el «largo» siglo XVI, cuestiona que la pobreza extrema fuera la condición «natural» de la humanidad y sostiene que, en diversos contextos, los salarios cayeron por debajo de la subsistencia.

## Pobreza extrema en Latinoamérica (2023)
| Puesto | País                 | Porcentaje de pobreza extrema | Fuente |
| ------ | -------------------- | ----------------------------- | ------ |
| 1      | Venezuela            | 52.3 %                        | [ 22 ] |
| 2      | Honduras             | 32.5 %                        | [ 22 ] |
| 3      | Nicaragua            | 26.0 %                        | [ 22 ] |
| 4      | Colombia             | 15.0 %                        | [ 22 ] |
| 5      | Bolivia              | 9.90 %                        | [ 22 ] |
| 6      | México               | 0.20 %                        | [ 22 ] |
| 7      | Brasil               | 8.30 %                        | [ 22 ] |
| 8      | Guatemala            | 7.80 %                        | [ 22 ] |
| 9      | Ecuador              | 7.60 %                        | [ 22 ] |
| 10     | El Salvador          | 6.20 %                        | [ 22 ] |
| 11     | Paraguay             | 5.95 %                        | [ 22 ] |
| 12     | Panamá               | 5.70 %                        | [ 22 ] |
| 13     | República Dominicana | 5.20 %                        | [ 22 ] |
| 14     | Perú                 | 4.20 %                        | [ 22 ] |
| 15     | Chile                | 4.20 %                        | [ 22 ] |
| 16     | Costa Rica           | 3.70 %                        | [ 22 ] |
| 17     | Argentina            | 3.70 %                        | [ 22 ] |
| 18     | Uruguay              | 0.10 %                        | [ 22 ] |

## Sentido del término «pobreza absoluta»
Una medida de pobreza absoluta define el número de personas por debajo de un umbral de pobreza que se mantiene constante (en términos reales) a través de espacio y tiempo. Para aplicar los mismos estándares en lugares y momentos diferentes y facilitar las comparaciones se utilizan umbrales globales, aunque ello conlleva la desventaja de cierta arbitrariedad —por variaciones en necesidades entre climas y periodos—. Este tipo de medida suele contrastarse con la pobreza relativa. Según la ONU, la pobreza absoluta es «una condición caracterizada por la privación severa de las necesidades básicas humanas […]». No debe confundirse con la pobreza severa (también denominada carencia material severa o privación material severa).